# Heward Grafftey
William Heward Grafftey, PC QC (5 tháng 8 năm 1928 – 11 tháng 2 năm 2010) là một chính khách và doanh nhân người Canada.

## Tuổi thơ
Sinh ra ở Montreal, Quebec, trong một gia đình giàu có, ông là cháu trai của nghệ sĩ Prudence Heward thuộc Tập đoàn Beaver Hall, và đã viết một chương về bà trong cuốn sách Portraits of a Life năm 1996.
Cha của ông, Thiếu tá Arthur Grafftey, là một anh hùng trong Thế chiến thứ nhất và là chủ tịch hội đồng quản trị của Công ty Montreal Lumber.
Grafftey nhận bằng cử nhân nghệ thuật của Đại học Mount Allison, chuyên ngành khoa học chính trị và lịch sử, và bằng cử nhân luật dân sự của Đại học McGill. Ông được nhận vào Bar of Quebec.

## Đời tư
Ông có ba đứa con: Arthur Heward, Clement Tae Yong và Leah Yoon Hee. Cuộc hôn nhân của ông với Alida Grace Visser kết thúc bằng ly hôn. Ông không tuyên bố cũng không phủ nhận là đồng tính. "Tôi chưa bao giờ phải công khai, vì đó không bao giờ là vấn đề. Tôi chưa bao giờ tham gia. Tôi luôn là tôi", ông từng nói. Grafftey tuyên bố xu hướng tính dục của ông khi ông phá vỡ và xông ra khỏi một dịch vụ tại Nhà thờ Anh giáo St. George ở Montreal sau khi vị linh mục đưa ra những gì ông coi là một bài giảng đồng bóng.
Grafftey qua đời ngày 11 tháng 2 năm 2010 tại Bệnh viện Hoàng gia Victoria do các biến chứng do bệnh Parkinson.